# Don Snow
 (mars 2022).
Si vous disposez d'ouvrages ou d'articles de référence ou si vous connaissez des sites web de qualité traitant du thème abordé ici, merci de compléter l'article en donnant les références utiles à sa vérifiabilité et en les liant à la section « Notes et références ».
Pour les articles homonymes, voir Snow.
Don Snow (né le 9 janvier 1955, à Londres) est un chanteur britannique, Hammond organist, pianiste, claviériste, guitariste, bassiste, batteur et saxophoniste qui est principalement connu pour son travailler avec les groupes new wave Squeeze, The Sinceros et the Catch, ainsi que Procol Harum. Il a également fait de fréquentes tournées avec Van Morrison et a joué de l'orgue Hammond et du piano sur trois de ses albums.

## Discographie

### Album credits
- 1978 – Lene Lovich – Stateless
- 1979 – The Sinceros – The Sound of Sunbathing
- 1979 – The Barron Knights – Tell the World to Laugh
- 1979 – Peter C. Johnson – Peter C. Johnson
- 1980 – Johnny Logan – Save Me
- 1980 – The Vibrators – Batteries Included
- 1981 – The Sinceros – Pet Rock
- 1981 – The Quick – Ship to Shore
- 1981 – The Sinceros – 2nd Debut
- 1981 – Alberto y Lost Trios Paranoias – Radio Sweat
- 1982 – Jona Lewie – Heart Skips Beat
- 1982 – Judie Tzuke – Shoot the Moon
- 1982 – Squeeze – Sweets from a Stranger
- 1982 – Fern Kinney – All It Takes Love to Know Love
- 1983 – Wendy & the Rocketts – Dazed for Days
- 1983 – Bianca – Where the Beat Meets the Street
- 1983 – Judie Tzuke – Ritmo
- 1983 – Tracey Ullman – They Don't Know
- 1984 – The Catch – Balance on Wires
- 1984 – Nik Kershaw – The Riddle
- 1984 – Nik Kershaw – Human Racing
- 1984 – Tracey Ullman – You Caught Me Out
- 1984 – Tin Tin – Kiss Me
- 1984 – Paul Da Vinci – Work So Hard
- 1985 – ABC – How to be a Zillionaire!
- 1985 – Gianni Morandi – Uno So Mille
- 1985 – Sheila Walsh – Shadowlands
- 1987 – The Catch – Walk the Water
- 1987 – Roger Daltrey – Can't Wait to See the Movie
- 1987 – Model – Model
- 1987 – Chris Eaton – Vision
- 1988 – Tina Turner – Live in Europe
- 1989 – Holly Johnson – Blast
- 1989 – Jimmy Somerville – Ready My Lips
- 1989 – Tom Jones – At This Moment
- 1989 – Gary Moore – Wild Frontier
- 1989 – Jaki Graham – From Now On
- 1989 – Baby Ford – Beach Bump
- 1991 – Thomas Anders – Whispers
- 1991 – Tina Turner – Simply the Best
- 1991 – Judie Tzuke – Left Hand Talking
- 1991 – Heartland – Heartland
- 1991 – This Picture – A Violent Impression
- 1992 – Judie Tzuke – I Can Read Books
- 1993 – Van Morrison – Too Long in Exile
- 1994 – Van Morrison – A Night in San Francisco
- 1994 – Hanne Boel – Misty Paradise
- 1994 – Gregory Gray – Euroflake in Silverlake
- 1995 – Brian Kennedy – Intuition
- 1995 – Martyn Joseph – Martyn Joseph
- 1995 – Jimmy Somerville – Dare to Love
- 1995 – Van Morrison – Days Like This
- 1996 – Ray Charles – Strong Love Affair
- 1996 – Squeeze – Ridiculous
- 1996 – Right Said Fred – Smashing!
- 1996 – Judie Tzuke – Under the Angels
- 1997 – The Vibrators – Demos & Raities
- 1999 – Joe Cocker – No Ordinary World
- 1999 – Ashley Maher – The Blessed Rain
- 1999 – Siggi – Siggi
- 1999 – Emmet Swimming – Big Night Without You
- 2000 – Kylie Minogue – Light Years
- 2000 – Ruth – Ruth
- 2001 – Russell Watson – The Voice
- 2001 – Steve Balsamo – All I Am
- 2003 – Melanie C – Reason
- 2003 – American Idol – Season 2
- 2003 – Ruben Studdard – Superstar
- 2003 – Sandi Russell – Incascedent
- 2004 – American Idol – Season 3
- 2004 – Mark Owen – In Your Own Time
- 2005 – Bernie Armstrong – The Face of Christ
- 2006 – Heavy Little Elephants – Heavy Little Elephants
- 2006 – Michael Ball – One Voice
- 2007 – Pawnshop Roses – Let It Roll
- 2009 – Carsie Blanton – Carsie Blanton
- 2009 – Alcaz – On Se Dit Tout
- 2010 – Alexis Cunningham – Wonderlust
- 2011 – Alexis Cunningham – Love at the End of the World
- 2014 – Die Fantastischen Vier (feat. Jonn Savannah) – 25